# ما قبل اللعب
ما قبل اللعب (والمعروفة أيضاً باسم ما قبل الشرب أو التحميل المسبق) هي عملية السُكر قبل الخروج إلى المجتمع، وعادة ما يقوم بها طلاب الجامعات وشباب البالغين بطريقة فعالة من حيث التكلفة قدر الإمكان، مع استهلاك المشروبات الكحولية الصلبة والبيرة الرخيصة أثناء تواجدها في المجموعة.
على الرغم من أن الألعاب المسبقة تتم عادةً قبل قضاء ليلة في الخارج يمكن أن تسبق أيضًا أنشطة أخرى، مثل حضور لعبة كرة القدم الكلية، والحفلات الكبيرة، والوظيفة الاجتماعية، أو أي نشاط آخر حيث قد يكون حيازة الكحول محدودة أو محظورة. وانتشر اسم «ما قبل الألعاب» من الشرب الذي حدث أثناء اللعب قبل مباريات كرة القدم ليشمل فترات شرب مماثلة.
المصطلحات الأخرى لهذه الممارسة قبل الحفل والاختبار المسبق والعرض

## خلفية

### الأصول
أصبحت ممارسة ما قبل الألعاب شعبية لأول مرة في الولايات المتحدة في التسعينات، وأصبحت ممارسة شائعة بعد أن ضغطت منظمة الأمهات ضد القيادة في حالة سكر على الحكومة الاتحادية لإجبار الولايات على زيادة السن القانونية للشرب في الولايات المتحدة إلى 21. كما أنه نتيجة غير مقصودة لقوانين المشروبات الكحولية التي تحظر الساعات السعيدة وغيرها من الخصومات على المشروبات الكحولية، فضلًا عن ارتفاع رسوم التعليم والتكاليف الأخرى للطلاب. وتقلل الألعاب التمهيدية إلى أدنى حد من تكلفة شراء الكحول في الحانات والنوادي المحلية، ويمكن أن تقلل من المشاكل المرتبطة بالحصول على بطاقة هوية وهمية واستخدامها في قائمة السن التي تسمح باستهلاك الكحول بصورة قانونية. وقد كان ارتفاع تكلفة بطاقات الحانات في الحياة الليلية والحالات المالية الصعبة التي كثيرًا ما يواجهها الطلاب والشباب من البالغين عاملًا رئيسيًا في زيادة معدل ما قبل اللعب.
ويناشد الأشخاص الذين تقل أعمارهم عن 21 سنة والذين لا يجوز لهم دخول الحانات أو شراء المشروبات الكحولية في الولايات المتحدة بطريقة قانونية. كما يضمن ما قبل اللعب أن يكون الشارب في حالة سكر قبل الخروج في العلن، ويقلل من المعوقات، ويمكنه تعطيل العملية الجارية بحيث تدخل المجموعة مسرح الحياة الليلية المحلية في ساعة أكثر إثارة. وكثيرًا ما يكون الدافع وراء ما قبل الألعاب أيضًا ارتفاع تكلفة الكحول في الأماكن المرخصة، كما أن العديد من الناس يختارون أيضًا ما قبل الشرب لتحقيق التسمم السريع، أو لتسهيل التنشئة الاجتماعية مع الأصدقاء. وقد يزداد احتمال حدوث ما قبل اللعب أيضًا بعد سن الثلاثين بين الأشخاص في البرازيل وكندا وإنجلترا وأيرلندا ونيوزيلندا والولايات المتحدة.

### أنشطة
ألعاب الشرب المرتبطة بما قبل الألعاب تشمل ساعة القوة، الأرباع، الملوك، والحقير. إحدى وظائف ألعاب ما قبل الألعاب هي زيادة الصداقة، مع تقديم المنافسة والتفاعل الاجتماعي.
غالبًا ما تكون جلسات ما قبل الألعاب من جنس واحد، ويمكن أن تميز لعب ألعاب الشرب الثقيلة أو ألعاب الفيديو. وهناك أنشطة أخرى يمكن أن تصاحب الألعاب السابقة للألعاب، ولا سيما بالنسبة للنساء، وهي تتصدر مختلف الملابس وتجربها. عنصر آخر في الألعاب السابقة هو إرسال الرسائل النصية إلى الأصدقاء لمعرفة الفرص الاجتماعية لليلة، والمغازلة، ومحاولة تحديد مكان شريك جنسي في وقت لاحق من تلك الليلة.
كما أن ما قبل اللعب والألعاب المصاحبة لها يمكن أن تبني التضامن بين مجموعة الشرب، وأن تعدهم ذهنيًا بالثقة اللازمة للتعامل مع تجربة الحياة الليلية. كما أن ما قبل اللعب غالبًا ما تفضي إلى التواصل الاجتماعي مع الأصدقاء أكثر من النوادي الليلية الصاخبة والحانات حيث ستصل المجموعة في نهاية المطاف.

### الانتشار
ويعتقد الخبراء أن 65% إلى 75% من الشباب في سن الدراسة، بينما ذكرت دراسة أجريت في المملكة المتحدة أن 55% من الرجال و60% من النساء اعترفوا بحالات ما قبل الشرب.

## تأثيرات

### عمل محلي
تخسر الحانات والنوادي المحلية الأعمال التجارية من قبل الألعاب سواء لأن الطلاب يشترون الكحول في مكان آخر أو لأن ما قبل الألعاب يمكن أن تؤخر وصول الطلاب، مما يدفع هذه الشركات نحو الفشل. غالبًا ما لا يصل الشباب حتى الساعة 11:30 أو منتصف الليل، بالقرب نسبيًا من الوقت المطلوب لإغلاق القضبان في العديد من الولايات الأمريكية.
قد تبيع الحانات المحلية مشروباً أو اثنين فقط للطلاب الذين تناولوا الكحول بكثافة في وقت مبكر من الليل. وبالإضافة إلى ذلك، يمكن أن تصبح مؤسسات الحياة الليلية مسؤولة عن الغرامات والعقوبات المدنية والجنائية بموجب القوانين المحلية التي تحظر تقديم الكحول إلى شخص مخمور أو تسمح بأن يكون الشخص مخمورًا في الحانة، حتى عندما يكون ذلك الشخص قد سبق وضعه في مكان آخر ودخل الحانة قبل أن يسبب الكحول السموم.

### الصحة
وارتبط ما قبل اللعب بشرب الخمر وغيره من الأنشطة الخطرة، مما دفع بعض الجامعات إلى محاولة الحد من هذه الممارسة. ودرست الوكالات الحكومية على مستوى الولايات والمستوى الاتحادي المشاكل الناجمة عن ما قبل اللعب.
ويمكن أن تؤدي الطبيعة الحادة لما قبل الألعاب والحنق إلى استهلاك سريع هائل، وتسمم حاد للكحول، والدخول إلى المستشفى، والموت.
وقد أشارت دراسة أجريت في عام 2012 على أكثر من 250 طالباً سويسرياً إلى أن أولئك الذين «قاموا بما قبل اللعب» انتهى بهم المطاف إلى استهلاك المزيد من الكحول الإجمالي خلال الليل (سبعة مشروبات وليس أربعة) وانخرطوا في سلوك أكثر خطورة. فقد كانت لديهم فرصة 24% للإبلاغ عن العواقب السلبية الناجمة عن الشرب (مثل الإصابة، والجنس غير المحمي، وتعاطي المخدرات غير المخطط له)، مقارنة بفرصة 18% لأولئك الذين لم يشربوا من قبل.